# Golfo de Ragay
O golfo de Ragay é um golfo no norte das Filipinas, na parte sul da ilha de Luzón. Está separado do mar de Sibuyan pela península de Bondoc a oeste.
Na península situam-se as ciudades de San Francisco, San Andrés e San Narciso. O golfo tem comprimento de 90 km e largura de 50 km.
O clima na zona do Golfo de Ragay é húmido tropical sem estação seca pronunciada. Há chuvas durante todo o ano. O Golfo de Ragay é conhecido pelos turistas que procuram praticar mergulho, para observar espécies como o tubarão-baleia.

Mapa da região